# 双彩乡
双彩乡，中国浙江省绍兴市新昌县下辖的一个乡。2019年12月26日，撤销回山镇、双彩乡建制，合并设立新的回山镇。

## 行政区划
双彩乡现辖：
新市场村、蔡家湾村、袁家村、前王村、后王村、大安村、莲花心村、后坂村、下塘村、岭山村、欧潭村、上贝村、下岩村、上下真村、双侯村、岭岙村、双溪村、上下宅村和双湾村。